# 마일즈 모랄레스

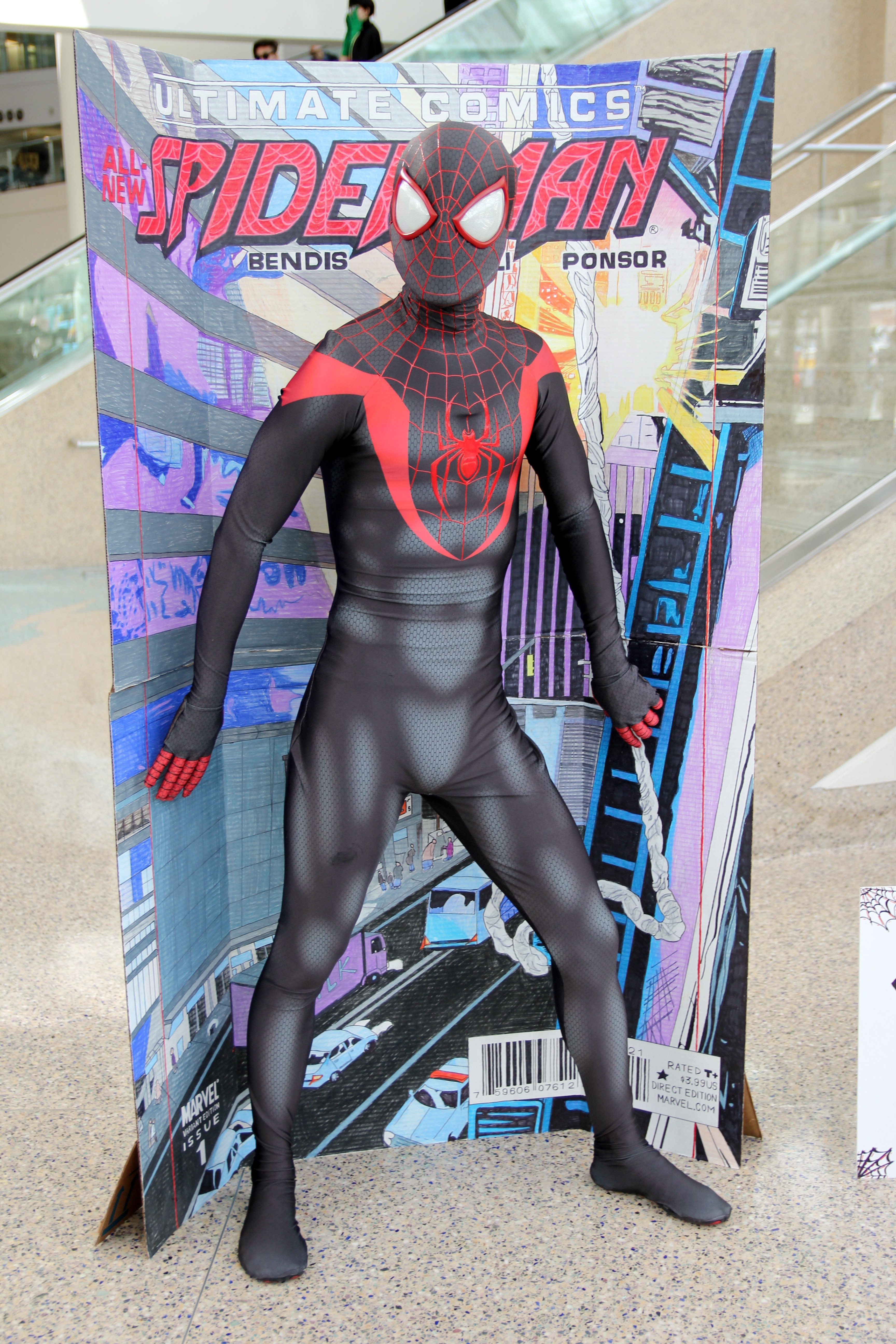

마일즈 모랄레스(Miles Morales)는 2대 스파이더맨이다. 플레이스테이션의 게임인 《spider-man: 마일즈모랄레스》와 《spider-man2》, 소니픽쳐스의 애니메이션인 《스파이더맨: 뉴 유니버스》, 《스파이더맨: 어크로스더 유니버스》의 주인공이자 슈퍼히어로이다.